# Berthon (canot)
Pour les articles homonymes, voir Berthon.

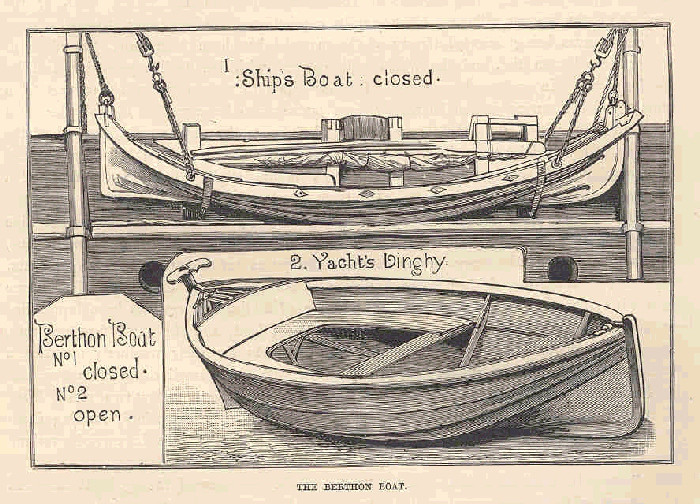
Canot Berthon

Le canot Berthon ou berthon est un petit canot pliable en toile imperméable, créé comme canot de sauvetage, et utilisé pour équiper les sous-marins, torpilleurs et contre-torpilleurs, sur lesquels l’espace était très réduit. Il connut de grands usages à la fin du XIXe siècle et au début du XXe siècle. Des canots Berthon ont notamment servi pour assurer la circulation dans Paris lors de la grande crue de la Seine de 1910.

## Histoire
Son nom vient de son créateur, l’anglais Edward Berthon.
Le révérend Edward Lyon Berthon, né à Londres le 20 février 1813, mort le 27 octobre 1899, invente à l’âge de 22 ans un « propulseur à vis » pour les navires. Projet qui n’est pas pris au sérieux, mais dont le principe est aussi découvert par Francis Smith. Les deux hommes s’associent pour mettre au point leur invention commune. Un de ses amis, rescapé du naufrage du SS Orion, le 29 juin 1849, lui demande d’imaginer une embarcation de sauvetage : Berthon crée le « canot de sauvetage pliant ». Il est présenté à la reine Victoria et à la famille royale, mais il ne sera accepté par l’Amirauté qu’en 1873, après avoir reçu des améliorations. En 1879 Berthon ouvre son entreprise à Romsey, pour fabriquer ses canots et autres « engins flottants ». Il multiplie les inventions (25 brevets déposés), au grand dam de ses paroissiens qui estiment qu’il remplit peu ses obligations pastorales. L’entreprise est reprise à sa mort, en 1899, par son fils Edward. Après le naufrage du Titanic, en 1912, le changement de la législation sur les embarcations de sauvetage sera fatal aux canots Berthon.
Des canots Berthon furent utilisés par le général Charles Gordon assiégé dans Khartoum (1884-1885), et ils servirent même durant la Seconde Guerre mondiale pour des opérations de commando dans des ports.  Lors de la grande crue de la Seine de  janvier 1910 à Paris et aux environs, le gouvernement fit venir de Cherbourg et de Brest des marins militaires équipés de canots Berthon. De nombreuses photographies d'époque représentent les parisiens vaquant à leurs occupations (et en particulier les députés se rendant à l'Assemblée Nationale) à bord de ces canots caractéristiques, menés à l'aviron par un matelot ou un quartier maître coiffé de son « bachi » à pompon rouge. Alain Gerbault l'a utilisé très fréquemment lors de sa traversée de l'Atlantique et de son tour du monde, années 1924 et suivantes, pour descendre à terre en cas de problème d'accostage du Firecrest. (voir son livre À la poursuite du soleil, multiples références).

## Caractéristiques
Il est constitué d’une armature en bois, pouvant se replier comme les baleines d’un parapluie, recouverte d’une double toile enduite. Il est maintenu par 4 tendeurs qui prennent appui sur le plat-bord et le fond amovible en bois. Le berthon fut fabriqué par divers constructeurs. Sa longueur était de 2,15 m, sa largeur de 90 cm, sa profondeur de 40 cm, son poids de 25 kg. Il a été utilisé par les spéléologues et explorateurs scientifiques en montagne.
L’équivalent américain du berthon était le canot Osgood, plus léger et démontable, mais plus fragile.

## Postérité
Dans la plupart des domaines d'utilisation, les canots Berthon, légers et pliables, ont été supplantés par des canots pneumatiques, encore plus compacts lorsqu'ils sont dégonflés.
Ainsi un classique Zodiac Mark II dégonflé tient dans deux sacs qui entrent dans le coffre d'une voiture moyenne mais, une fois gonflé il peut accueillir 6 passagers et être propulsé par un moteur hors-bord de 30 CV.
Toutefois, certains fabricants ont longtemps produit ou produisent encore des annexes pour bateaux de plaisance qui reprennent la formule des canots Berthon : armatures longitudinales en bois se déployant en éventail pour tendre un « bordage » ou « peau » en toile caoutchoutée néoprène-Hypalon et rigidifiée par des bancs transversaux et parfois un tableau arrière rigide en contreplaqué marine. Un des plus ardents promoteurs de cette formule fut le navigateur solitaire Marcel Bardiaux célèbre dans les années 1950 et 1960 qui en lança la fabrication en série, au point que les plaisanciers disaient souvent un « Bardiaux » pour désigner un canot pliable. Le grand fabricant allemand de kayaks de loisir Klepper a longtemps produit des embarcations de ce type et de nos jours la firme française Nauti-Raid en produit toujours sous une appellation commerciale qui évoque les traditionnelles embarcations galloises de peau goudronnée, les coracles.